# Vidanges (série)
Vidanges est une websérie québécoise en douze épisodes d'environ 10 minutes réalisée par Pierre-Luc Miville, produite par Koze Productions et mise en ligne le 7 décembre 2022 sur ICI TOU.TV,.
La série est propulsée grâce à la participation du Fonds Bell (en) et du Fonds TELUS,.
Les principaux comédiens qui jouent dans la série sont Alexa-Jeanne Dubé, Jeanne Roux-Côté, Iani Bédard, Richard Fréchette, Sébastien Huberdeau et Cynthia Wu-Maheux.
La série a remporté le prix de la meilleure websérie de l'année au PRIX NUMIX 2023. La série a également gagné le Prix Vivats Plateau de tournage écoresponsable en 2022.

## Synopsis
Alors que REVERT, un groupe écoterroriste, fait exploser des bombes dans les sites d’enfouissement et les centres de tri du monde entier. Nous suivons l’histoire de Judith (Alexa-Jeanne Dubé), une mère monoparentale de Montréal qui cherche par tous les moyens à sauver son fils asthmatique, Jacob (Iani Bédard).

### Fiche technique
- Titre original : Vidanges
- Réalisation : Pierre-Luc Miville
- Scénarisation : Véronique Isabel Fillion, Maryse Paradis, Arianne Maynard-Turcotte et Guillaume Lacelle
- Script-éditeur : Benoit Pelletier
- Direction artistique : Alexandre Lechasseur-Dubé et Sophie Valcourt
- Costumes : Joanick Giroux
- Photographie : Samuel Pinel-Roy
- Son : François Tremblay, Samuel Beaulieu-Champagne, Benoit Plante et Louis Aka Trudel
- Montage : Samantha Labrecque et Pierre-Luc Miville
- Casting : Vincent Chabot
- Production : Vincent Chabot, Pierre-Luc Miville, Patrick St-Martin et Sébastien St-Martin
- Productrice déléguée : Valérie Naud
- Sociétés de production : Koze Productions
- Sociétés de distribution : ICI TOU.TV
- Pays d'origine :  Canada
- Langue originale : Français québécois
- Genre : Série télévisée comédie dramatique
- Nombre de saisons : 1
- Nombre d'épisodes : 12
- Durée : 10-12 minutes

## Distribution

### Acteurs principaux
- Alexa-Jeanne Dubé : Judith
- Jeanne Roux-Côté : Laurence
- Iani Bédard : Jacob
- Richard Fréchette : Alain
- Sébastien Huberdeau : Jay
- Cynthia Wu-Maheux : Pascale

### Acteurs récurrents
- Ted Pluviose : Maire
- Antoni Rémillard : Cadet
- Véronique Isabel Fillion : Cadette
- Sylvie Potvin : Manon

## Liste des épisodes
1. Le jour des vidanges
2. Smog
3. Chaïs lattés
4. Rayons de soleil
5. Nounours
6. La dureté du mental
7. Choisir son camp
8. Sororité
9. Maintenant ou jamais
10. Bienvenue à Saint-Jérôme!
11. Rutabagas
12. Le début de la fin

## Collaboration

### Équiterre
Équiterre a collaboré avec la websérie Vidanges dans l'écriture de la websérie originale et ont aussi créé une mini websérie sous le nom « On fait le tri » dans laquelle une analyse et une réflexion est portée sur les grands sujets que la série. 
Voici les trois titres de cette mini websérie;
1. Dans la vraie vie, on fait quoi pour réduire nos déchets?
2. Comment rendre nos biens plus durables?
3. Une personne écoresponsable, ça mange quoi?

## Accueil

### Réception critique
La série a permis aux médias d'ouvrir la discussion sur la surconsommation. À titre d'exemple, nous pouvons citer Claudia Blais-Thompson du journal Le Devoir : « À quoi ressembleraient les villes, les rues et les maisons si les déchets n’étaient jamais collectés par les éboueurs ? ».
La série a aussi reçu une d'excellente critique en lien avec son tournage vert. À titre d'exemple, il suffit de citer Jean Siag de La Presse : « Le fait est que l’équipe de production a réussi à appliquer les bonnes pratiques du Guide vert d’On tourne vert : le calcul des émissions de gaz à effet de serre, l’achat de crédits carbone, les déplacements à pied, à vélo ou en covoiturage, un traiteur zéro déchet, la récupération des costumes et des décors, etc. ».

### Prix et distinctions
Vidanges a reçu l'Excellence d'accréditation du programme On tourne vert pour son plateau zéro déchets.
Vidanges remporte le Grand Prix Numix et le prix de la meilleure websérie.